# Estação Ferroviária de Carcavelos
A Estação Ferroviária de Carcavelos (nome anteriormente grafado como "Carcavellos") é uma interface de caminhos de ferro da Linha de Cascais, que serve a localidade de Carcavelos, no município de Cascais, em Portugal.

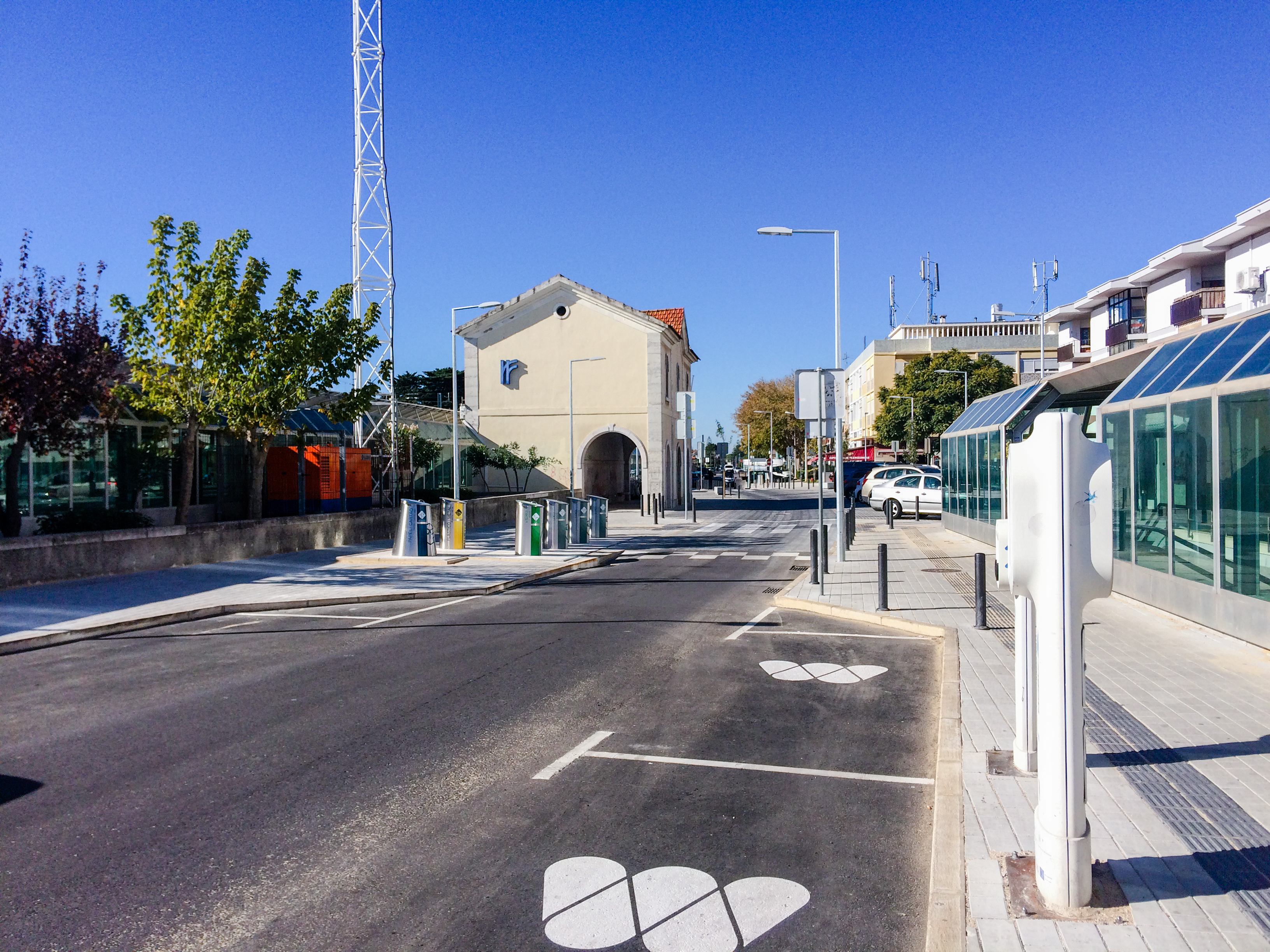
Edifício da estação, em 2017.

## Descrição

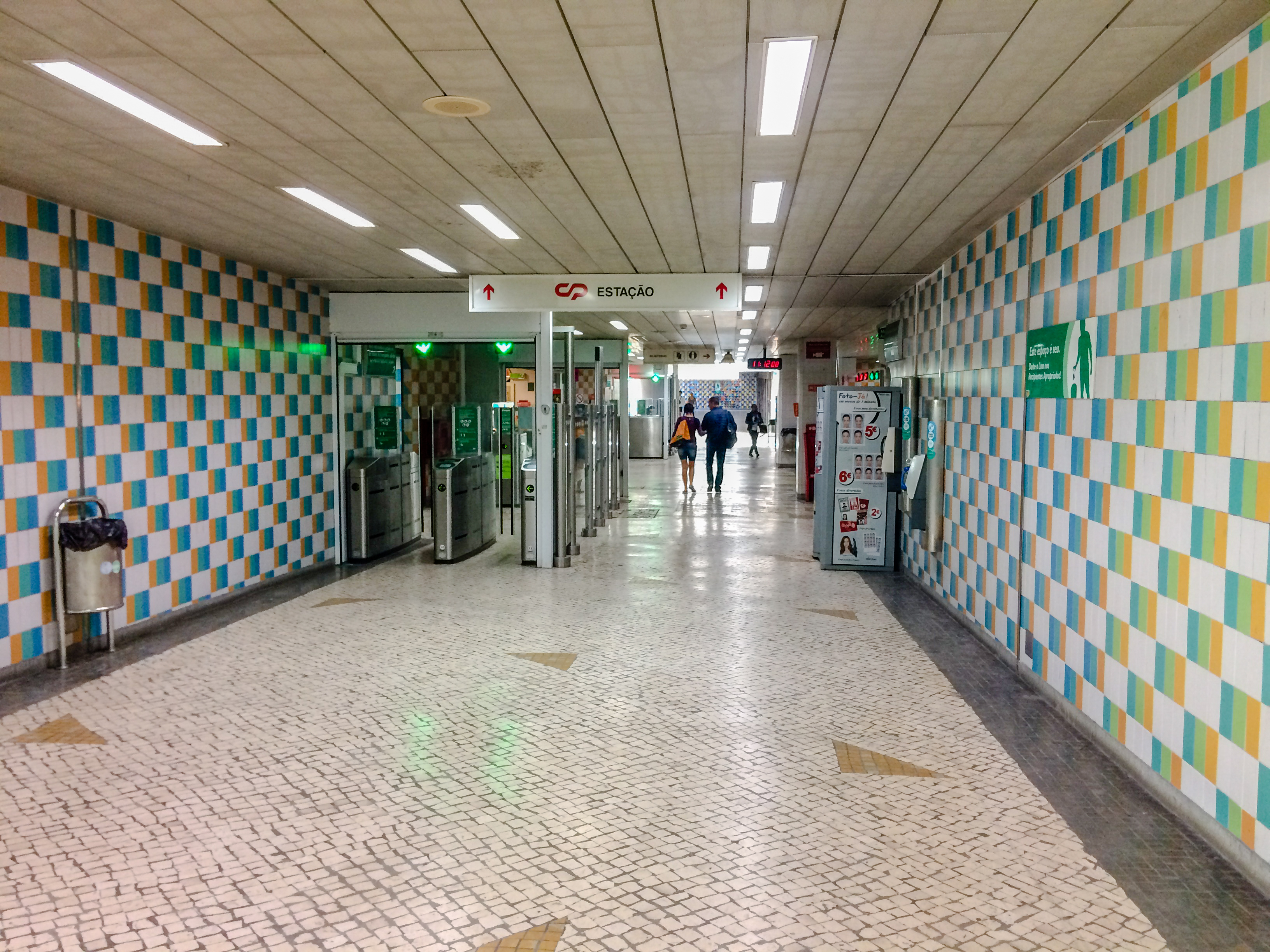
Átrio de acesso às plataformas em 2017: Contrariamente à maioria das estações da Linha de Cascais, Carcavelos dispõe de controlo de acesso.

### Localização e acessos
Tem acesso pela Rua Dr. Manuel de Arriaga e pela Avenida Melo Antunes, na localidade de Carcavelos, a menos de um quilómetro da praia homónima.

### Infraestrutura
Esta interface apresenta três vias de circulação, identificadas como I, II, e III, com 215, 309 e 254 m de comprimento, respetivamente; as duas primeiras são acessíveis por plataformas com 201 e 200 m de extensão, e 110 cm de altura; ; existem ainda cinco vias secundárias, identificadas numericamente de P1 a P5, com comprimentos entre 365 e 244 m; todas estas vias estão eletrificadas em toda a sua extensão. Esta configuração apresenta-se algo ampliada em comparação com a de décadas anteriores. O edifício de passageiros situa-se do lado norte da via (lado direito do sentido ascendente, para Cascais). Situa-se junto a esta estação a substação de tração de Carcavelos, de serviço simples e contratada à C.P., que contribui aqui para a eletrificação da Linha de Cascais.

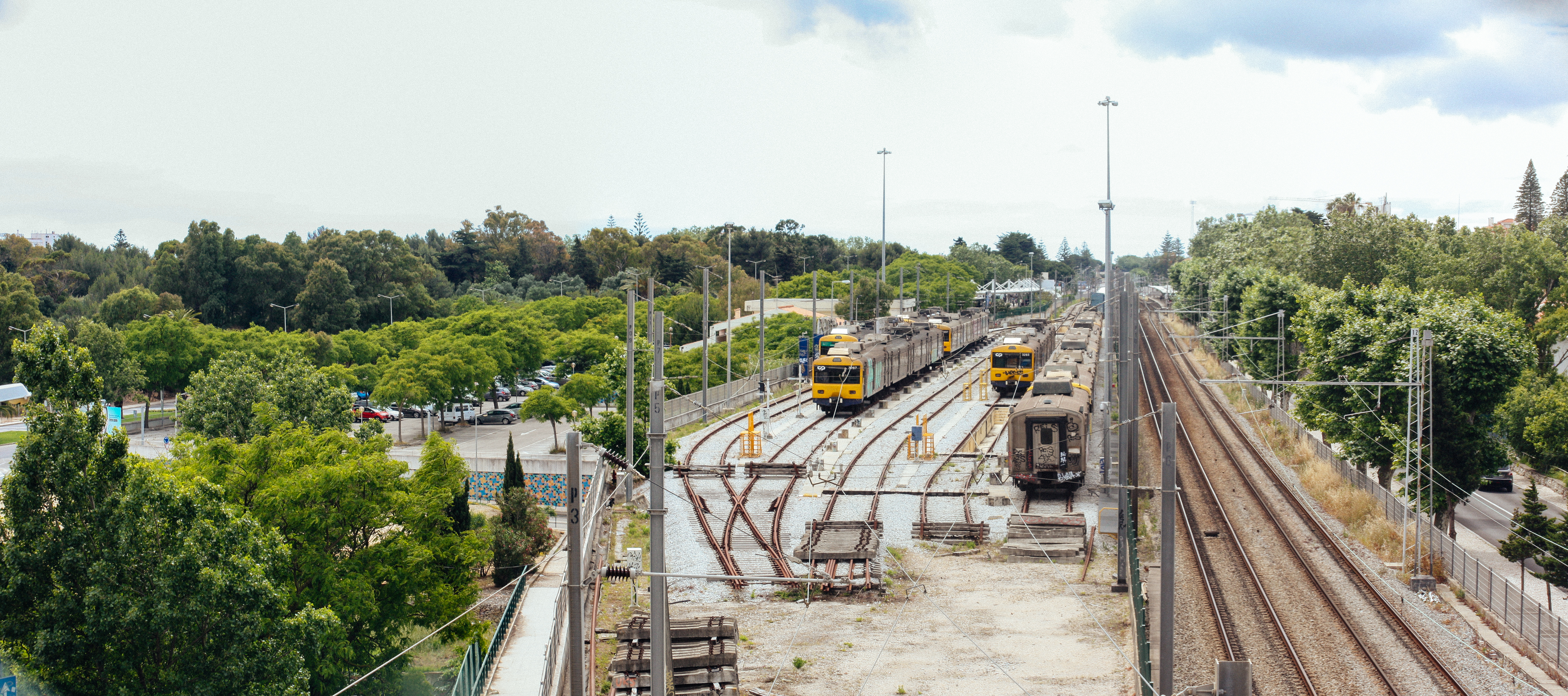
Vista para o parque de manobras nominalmente anexo à estação, em 2018.

### Serviços
Em dados de 2023, esta interface é servida por comboios de passageiros da C.P. de tipo urbano no serviço “Linha de Cascais” tipicamente com 69 circulações diárias em cada sentido entre Cais do Sodré e Cascais.

## História

### Construção e inauguração
A Companhia Real dos Caminhos de Ferro Portugueses foi autorizada, por um contrato de 5 de Maio de 1860 e pelo alvará de 9 de Abril de 1887, a proceder à construção e exploração de uma ligação ferroviária entre a estação de Santa Apolónia, no Cais dos Soldados, em Lisboa, e Cascais. O primeiro lanço, entre Pedrouços e Cascais, entrou ao serviço em 30 de Setembro de 1889.

### Século XX
Em 1902, uma comissão de proprietários das localidades de Carcavelos e Parede solicitou ao conselho de administração da Companhia Real que alguns dos serviços rápidos da Linha de Cascais parassem naquelas estações.
Em 16 de Setembro de 1927, a Gazeta dos Caminhos de Ferro noticiou que o governo tinha assinado o contrato para a construção de uma linha férrea eléctrica entre a Praia do Guincho e a estação de Cascais, estando então a ser estudado igualmente o seu futuro prolongamento até Colares e a Sintra, voltando a entroncar na Linha de Cascais num ponto perto de Carcavelos.

Em 1933, foram realizadas obras de reparação na estação de Carcavelos.
Em 1952, Carcavelos participou no XI Concurso das Estações Floridas, tendo sido premiada com uma menção honrosa simples. Na décima terceira edição daquele concurso, em 1954 recebeu um menção honrosa especial. Em meados da década de 1990, a estação de Carcavelos foi alvo de várias intervenções, no âmbito do programa de expansão e modernização das linhas suburbanas de Lisboa, e que incluíram a instalação de uma nova subestação de tracção eléctrica e do Parque de Material, a remodelação da estação em si, e a criação de passagens inferiores rodoviárias.

### Século XXI
Em 7 de Outubro de 2024, o trânsito ferroviário entre Carcavelos e Cascais foi temporariamente encerrado devido a problemas nas catenárias. A circulação voltou a ser suspensa naquele lanço em 29 de Janeiro de 2025, igualmente devido a problemas técnicos nos sistemas de catenária.